# Sidi Lahcene
Pour les articles homonymes, voir Lahcene.
Sidi Lahcene, également orthographié Sidi Lahssene — anciennement Détrie lors de la colonisation française —, est l'une des 52 communes de la wilaya de Sidi Bel Abbès en Algérie.

## Géographie
Avec une population estimée à environ 30 000 habitants[réf. nécessaire], la commune de Sidi Lahcene est parmi celles des plus peuplées de la wilaya. Elle est située à 5 km du centre-ville de Sidi Bel Abbes, à une altitude de 500 m sur la rive ouest de l'oued Mekerra.
Localisée dans l'ouest de l'Algérie, à 140 km de la frontière marocaine et à moins de 100 km d'Oran, Sidi Lahcene est accessible par le réseau routier (route nationale 7 et autoroute Est-Ouest) et de transports en commun.
| Tessala     | Tessala      | Aïn Thrid      |
| Sidi Yacoub | Sidi Lahcene | Sidi Bel Abbès |
| Sidi Khaled | Sidi Khaled  | Amarnas        |

## Histoire
Le nom de Détrie lors de la colonisation française vient du général des zouaves Paul Alexandre Détrie (1828 - 1899) qui avait commandé la province d'Oran en 1884.
L'histoire de la région est marquée par un véritable massacre perpétré par les forces coloniales contre les autochtones: les Ouled Brahem.[réf. nécessaire]

## Culture locale et patrimoine
- Château Perrin : ce château à l'entrée de Détrie, appartenait à l'époque de l'occupation française à une famille de colons Français: Perrin arrivée en 1845[2],[3].